# Ławeczka Marka Grechuty w Opolu
Ławeczka Marka Grechuty w Opolu – rzeźba została odsłonięta 22 października 2008 na placu Kopernika, obok Collegium Maius Uniwersytetu Opolskiego, na Wzgórzu Uniwersyteckim. 
Autorem rzeźby jest Wit Pichurski (ur. 1975, absolwent Wydziału Rzeźby Akademii Sztuk Pięknych w Krakowie, wykładowca Uniwersytetu Opolskiego). Odlew wykonał Wiktor Chalupczok.
Inicjatorem realizacji ławeczki-pomnika był historyk profesor Stanisław Sławomir Nicieja.
Pomnik przedstawia artystę siedzącego na ławce. Na oparciu ławki widoczne są liście dzikiego wina, przypominające tytuł jednej z piosenek Grechuty „W dzikie wino zaplątani”.